# 하이비 아레나
하이비 아레나(영어: Hy-Vee Arena)은 미국 미주리주 캔자스시티에 위치한 실내 경기장이다. 과거 NBA 캔자스시티 킹스와 NHL 캔자스시티 스카우츠 그리고 IHL 캔자스시티 블레이즈의 홈경기장으로 사용했다.